# 3258 Somnium
3258 Somnium (1983 RJ) là một tiểu hành tinh vành đai chính được phát hiện ngày 8 tháng 9 năm 1983 bởi P. Wild ở Zimmerwald.